# Rogelio Omar Rossi
Rogelio Omar Rossi (* 12. Oktober 1981 in San Nicolas) ist ein argentinischer Profiboxer in der Gewichtsklasse Cruisergewicht.
Rossi begann Ende 2006 mit dem Profiboxen und erkämpfte sich eine durchwachsene Bilanz. So verlor er zwei seiner ersten drei Kämpfe und boxte gegen Mariano Ruben Diaz Strunz (Bilanz: 9-6) ein Unentschieden. Im August 2010 gewann er die Südamerikanische Meisterschaft, im Januar 2011 auch die Argentinische Meisterschaft und im Juni 2011 die interime Lateinamerikameisterschaft der WBO.
Am 22. Oktober 2011 kämpfte er als Herausforderer um die Weltmeisterschaft der WBO gegen Marco Huck. In dem unsauber geführten Kampf wurde Rossi für Tiefschläge in der dritten Runde mit Punktabzug bestraft. Huck schlug den Argentinier noch in derselben Runde regelwidrig auf den Hinterkopf. Auch Huck erhielt für Schläge nach dem Rundengong zweimal Punktabzüge, erzielte in der fünften Runde jedoch auch zwei Niederschläge gegen Rossi und gewann durch K. o. in der sechsten Runde.